# El corazón del cometa
El corazón del cometa es una novela de David Brin y Gregory Benford acerca de un vuelo espacial al Cometa Halley publicada en 1986. La publicación de la novela coincidió con el acercamiento del cometa a la tierra en 1986.
Como un ejemplo de, subgénero de ciencia ficción dura, la historia es científicamente plausible. Asuntos políticos como el racismo y la diáspora están presentes, tanto como los argumentos de índole social como la ingeniería genética y la clonación, y la exploración de otros temas más psicológicos como la inmortalidad y el transhumanismo.
Aunque escrita en tercera persona, la perspectiva del libro se alterna entre los 3 principales personajes, el astronauta Carl Osborn, la programadora de ordenadores Virginia Herbert y el doctor y genetista Saúl Lintz.
La novela cuenta la historia de una expedición en el año 2061 para capturar al cometa Halley en un periodo de órbita excéntrica para comprobar que recursos tiene para ser explotados. El descubrimiento de vida en el cometa y la consecuente lucha de supervivencia contra las formas de vida indígenas, la enfermedad y la infección, causan una división en la tripulación de la expedición, y la creación de facciones en torno a criterios políticos, nacionales y diferencias genéticas entre los "percells" (humanos aumentados por ingeniería) y los "orthos" (no modificados).
Al mismo tiempo del enfrentamiento de estas facciones, la Tierra rechaza la vuelta de la expedición, por miedo a contaminación de las nuevas formas de vida, y pretende destruir el cometa con todas ellas. De esta forma, la tripulación de la misión se ve forzada a aceptar que no podrán volver a la Tierra, y crean una biosfera en la superficie del cometa llegando en algunos casos a entrar en simbiosis con los organismos indígenas del cometa. 
Por otro lado, la novela también incluye un triángulo amorosos entre los principales caracteres, Saúl busca la inmortalidad a través de la creación de clones de sí mismo y Virginia desarrolla un bio-organismo con la computadora, JonVon, al cual transfiere su conciencia Saúl antes de que su cerebro muera a causa de un accidente. La descripción de muchas de las interacciones con JonVon y esta transferencia final de conciencia es similar a al descripción de la matriz en la novela Neuromante de William Gibson .

## Personajes

### Principales
- Carl Osborn - astronauta, percell (aumentado)
- Virginia Kaninamanu Herbert - programadora informática, percell (aumentado)
- Saul Lintz - doctor y genetista, ortho (no modificado)
- Cometa Halley - el cometa en sí mismo

### Secundarios
- Miguel Cruz-Mendoza - Capitán del Edmund Halley, ortho (no modificado)
- Otis Sergeov - astronauta de segunda clase, percell (aumentado)
- Joao Quiverian - astrónomo, ortho (no modificado)
- Lt. Col. Suleiman Ould-Harrad - astronauta, ortho (no modificado)
- Lani Nguyen - astronauta, ortho (no modificado)
- Jeffers - astronauta, ortho (no modificado)
- Akio Matsudo - doctor
- Bethany Oakes - doctor
- Nickolas Malenkov - doctor
- Marguerite van/von Zoon - doctor
- Jim Vidor - astronauta
- Ingersoll - percell (aumentado)
- Linbarger - doctor, ortho (no modificado)
- Keoki Anuenue - med-tech, ortho (no modificado)

### Personajes terrestres
- Simon Percell - genetista
- JonVon - casi-sintiente personalidad de computadora

- Datos: Q5692425